# Lipót
Lipót is een plaats (község) en gemeente in het Hongaarse comitaat Győr-Moson-Sopron. Lipót telt 689 inwoners (2001).
Lipot is een vrij toeristisch plaatsje. Het is bekend om de thermaalbaden. In Lipot is een mooi badencomplex. Aan de baden wordt een heilzame werking toegeschreven.